# Lê Công Minh
Lê Công Minh họ Lê, tên Công Minh (sinh ngày 20 tháng 7 năm 1947, quê quán ở xã Lộc Thủy, huyện Lệ Thủy, tỉnh Quảng Bình) là đại biểu Quốc hội Việt Nam khóa X thuộc đoàn đại biểu Quảng Bình, nguyên Phó Bí thư Thường trực Tỉnh ủy Quảng Bình, bị thôi chức năm 2002 do lợi dụng chức quyền.

## Tiểu sử
Ông sinh ngày 20 tháng 7 năm 1947, quê quán ở xã Lộc Thủy, huyện Lệ Thủy, tỉnh Quảng Bình.
Dân tộc: Kinh
Tôn giáo: Không
Trình độ chuyên môn: Kỹ sư Thủy Lợi
Nghề nghiệp, chức vụ: Phó bí thư Thường trực tỉnh uỷ tỉnh Quảng Bình, Uỷ viên Ủy ban pháp luật của Quốc hội
Nơi làm việc: Tỉnh uỷ tỉnh Quảng Bình
Nơi ứng cử: Quảng Bình